# William Kenne

Beispiel für eine Fotografie von William Kenne aus den 1920er Jahren, für die das Urheberrecht noch längst nicht abgelaufen ist

Gustav William Kenne (* 5. Februar  1892 in Dresden; † 25. Januar 1983 ebenda) war ein deutscher Fotograf mit eigenem Ansichtskartenverlag.

## Leben und Werk
Er war der Sohn des Kutschers Gustav Adolf Kenne (1865–1934) und seiner ersten Ehefrau, der Garni(e)rerin Emilie Martha Clara geborene Werner (1867–1918). Zwei jüngere Geschwister überlebten das Säuglingsalter nicht.
Nach der Schule war William als Mechanikergehilfe in seiner Geburtsstadt tätig, bevor er sich als Lichtbildner (Fotograf) betätigte. Im März 1922 wurde Kenne Mitglied im Sächsischen Bergsteigerbund. Ende der 1920er Jahre gründete er in Dresden einen eigenen Ansichtskartenverlag und konzentrierte sich auf qualitativ hochwertige Landschafts- und Architekturaufnahmen von Dresden, dem Osterzgebirge und der Sächsischen Schweiz. Verlagssitz war zunächst in der Trachenberger Straße 17, spätestens ab 1939 in der Tharandter Straße 43, nach Ende des Zweiten Weltkrieges in der Bärenklauser Straße 1c und zuletzt in der Spitzwegstraße 83 in Dresden. In der DDR wurde sein Verlag nicht verstaatlicht und er konnte ihn bis zu seinem Tod im hohen Alter unter seinem Namen weiterbetreiben. Im Jahre 1953 heiratete Kenne nach mehreren Scheidungen zum letzten Mal.